# ویلی چو
ویلی چو (انگلیسی: Willie Chu؛ ۲۶ اوت ۱۹۲۷ – ۲۰۱۸) بازیکن بسکتبال اهل تایوان بود. وی در بازی‌های المپیک تابستانی ۱۹۵۶ شرکت کرده‌است.